# Папский богословский Терезианский факультет
Папский богословский Терезианский факультет (итал. Pontificia facoltà teologica Teresianum), Терезианум — папский институт в Риме, основан 16 июля 1935 года. Институт принадлежит ордену кармелитов, занимается изучением кармелитской духовности и образованием студентов.
Здание Терезианума располагается в западной части Рима неподалёку от базилики Сан-Панкрацио по адресу Piazza San Pancrazio, 5/A.
Первоначально имел статус кармелитского богословского факультета, носил имя свв. Терезы и Иоанна Креста. 23 мая 1963 года получил статус папского факультета. Главной специализацией института было богословие духовной жизни и кармелитское богословие, в 1982 году была введена специализация «богословская антропология», которая в 2005 году сменила название на «христианская антропология». В 1987 году в Терезианум был инкорпорирован Институт пастырского богословия и охраны здоровья Камиллианум, принадлежавший к ордену камиллианцев. Современный устав учебного заведения был утверждён 11 апреля 1988 года Конгрегацией католического образования.
У Терезианума есть филиалы в Италии, Франции, Камеруне и Индии. Издаётся журнал «Терезианум».